# Montigny-le-Guesdier
Montigny-le-Guesdier ist eine französische Gemeinde mit 302 Einwohnern (Stand 1. Januar 2022) im Département Seine-et-Marne in der Region Île-de-France. Sie gehört zum Arrondissement Provins und zum Kanton Provins.

## Geschichte
Der Ort wird im 13. Jahrhundert erstmals urkundlich überliefert. Die Pfarrei wurde 1250 errichtet. Montigny-le-Guesdier gehörte ab dem 16. Jahrhundert zur Châtellerie de Bray, einem Verwaltungsbezirk mit einem Dutzend Dörfern.

## Bevölkerungsentwicklung
| Jahr      | 1962 | 1968 | 1975 | 1982 | 1990 | 1999 | 2007 | 2018 |
| Einwohner | 282  | 255  | 170  | 192  | 252  | 285  | 282  | 303  |

## Sehenswürdigkeiten
- Kirche Saint-Jacques, 11. und 16. Jahrhundert (Monument historique)
- Grange aux dîmes (Zehntscheune) aus dem 16. Jahrhundert (Monument historique)

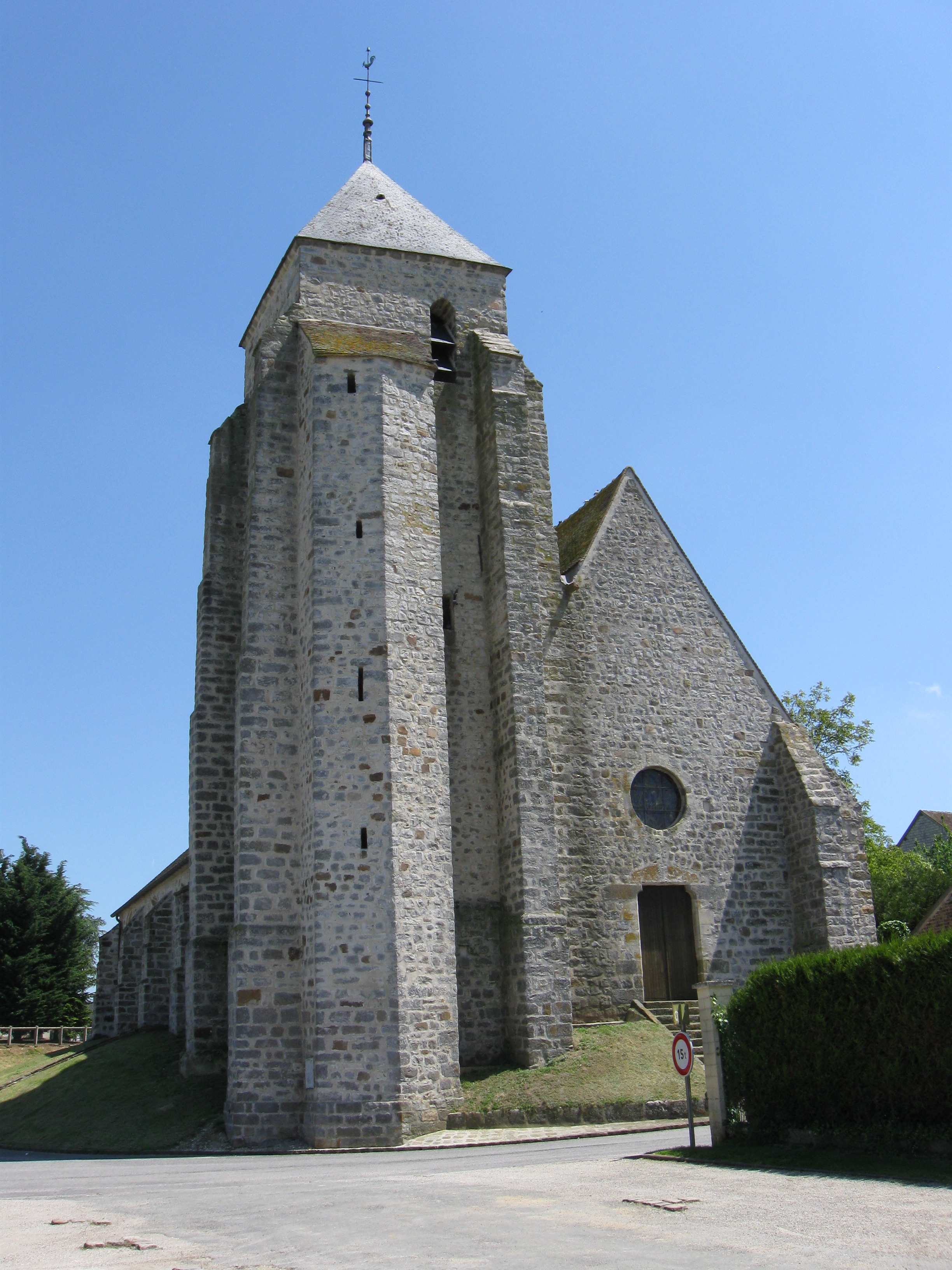
Kirche Saint-Jacques

- Rathaus, erbaut 1904